# Selenicereus grandiflorus subsp. donkelaarii

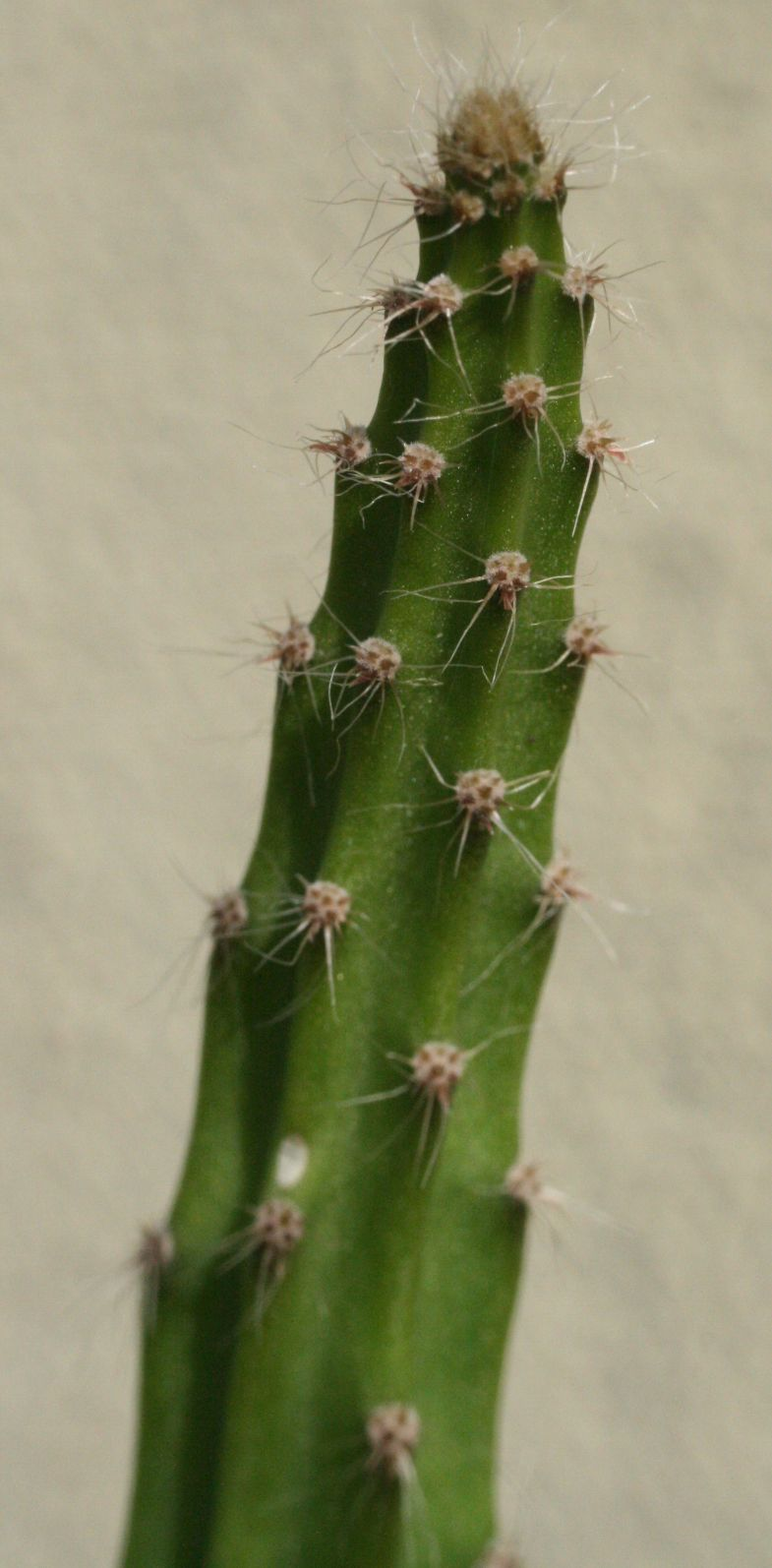
Selenicereus grandiflorus subsp. donkelaarii fiatal hajtása

A Selenicereus grandiflorus subsp. donkelaarii egy epifita kaktusz, nagyméretű virágaiért gyakran termesztik is. A korábban önálló Selenicereus donkelaarii fajt Ralf Bauer vizsgálatai nyomán vonták a Selenicereus grandiflorus faj alá.

## Elterjedése és élőhelye
Mexikó: Yucatán-félsziget; sűrű lombhullató erdőkben epifitikus és epilitikus.

## Jellemzői
Elfekvő vagy csüngő habitusú kúszónövény, szárainak hossza a 8 m-t is elérheti, hajtásai 10 mm átmérőjűek, 9-10 nem kiemelkedő bordára tagoltak, areolái sűrűn helyezkednek el a bordák élein. Tövisei 10-15-ös csoportokban fejlődnek, köztük a középtövisek 1,1–2 mm hosszúak, a külső tövisek szétállók. Virágai 180 mm hosszúak, a külső szirmok vörösesek, a belsők fehérek, a bibe és a porzók zöldesfehérek, feljebb fehérek. Termése nem ismeretes.

## Története
A növényt sokáig csak kultúrából ismerték, míg Dr. George Gaumer fel nem fedezte a Yucatán-félsziget sűrű erdeiben. Az E. A. Goldmann által Contoy szigetén 1901. április 22-én gyűjtött növényekről sokáig nem ismerték fel, hogy szintén e fajhoz tartoznak.